# Organización de las Naciones Unidas
La Organización de las Naciones Unidas (ONU), también conocida simplemente como Naciones Unidas (NN. UU.), es la organización intergubernamental mundial establecida mediante la firma de la Carta de las Naciones Unidas el 26 de junio de 1945 con el propósito declarado de mantener la paz y la seguridad internacionales, fomentar las relaciones amistosas entre estados, promover la cooperación internacional y servir de centro para armonizar las acciones de los estados en el logro de dichos objetivos.
La sede de las Naciones Unidas se encuentra en la Ciudad de Nueva York, con otras oficinas en Ginebra, Nairobi, Viena y La Haya. La ONU está compuesta por seis organizaciones principales: la Asamblea General, el Consejo de Seguridad, el Consejo Económico y Social, la Secretaría General, el Consejo de Administración Fiduciaria y la Corte Internacional de Justicia, que, junto con varios organismos especializados y organismos conexos, conforman el Sistema de las Naciones Unidas. En total, cuenta con 193 estados miembros y 2 observadores permanentes.
La ONU se ha centrado principalmente en el desarrollo económico y social, en particular durante la ola de descolonización de mediados del siglo XX. La ONU ha sido elogiada como líder en materia de paz y desarrollo humano y muchos funcionarios y agencias han recibido el Premio Nobel de la Paz, pero también ha sido criticada por su percepción de ineficacia, parcialidad y corrupción.

## Historia

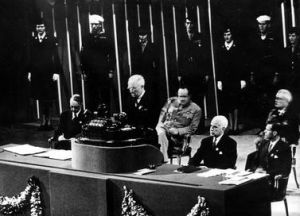
Harry Truman en la conferencia fundacional en San Francisco, 1945.

Reconstrucción del diseño propuesto de la bandera de Naciones Unidas.

La ONU reemplazó a la Sociedad de Naciones (SDN), fundada en 1919, ya que dicha organización había fallado en su propósito de evitar otro conflicto internacional.
El término «Naciones Unidas» se pronunció por primera vez en plena Segunda Guerra Mundial por el entonces presidente de los Estados Unidos Franklin Roosevelt, en la Declaración de las Naciones Unidas, el 1 de enero de 1942 como una alianza de 26 países en la que sus representantes se comprometieron a defender la Carta del Atlántico y para emplear sus recursos en la guerra contra el Eje Roma-Berlín-Tokio.
La idea de la ONU fue elaborada en la declaración emitida en la conferencia de Yalta celebrada por los aliados en febrero de 1945. Allí Roosevelt sugirió el nombre de Naciones Unidas.
Aunque inspirada en la Sociedad de Naciones, la ONU se diferencia de esta tanto en su composición como en su estructura y funcionalidad. Por un lado, va a aumentar su universalización, lo que va a permitir la ampliación de la organización por medio de las grandes potencias, de los nuevos Estados surgidos tras la descolonización, o de los que surgirán tras el desmembramiento de la Unión Soviética, Yugoslavia y Checoslovaquia en Europa oriental. La Sociedad de Naciones no contaba con las grandes potencias como Estados miembros dificultando así el respeto mismo a su autoridad. La ONU al contar con dichas naciones recalca su propia universalidad y autoridad obligando así a los Estados miembros respetar las leyes establecidas por la misma organización, evitando repercusiones importantes.
De agosto a octubre de 1944, representantes de Francia, la República de China, el Reino Unido, los Estados Unidos y la Unión Soviética celebraron la conferencia de Dumbarton Oaks para esbozar los propósitos de la organización, sus miembros, los organismos, y las disposiciones para mantener la paz, seguridad y cooperación internacional. La actual organización refleja parcialmente esta conferencia, ya que los cinco miembros permanentes del Consejo de Seguridad (que tienen poder de veto en cualquier resolución de ese Consejo) son dichos Estados, o sus sucesores (la República Popular China que reemplazó a la República de China en Taiwán y la Federación de Rusia que sucedió a la Unión Soviética).

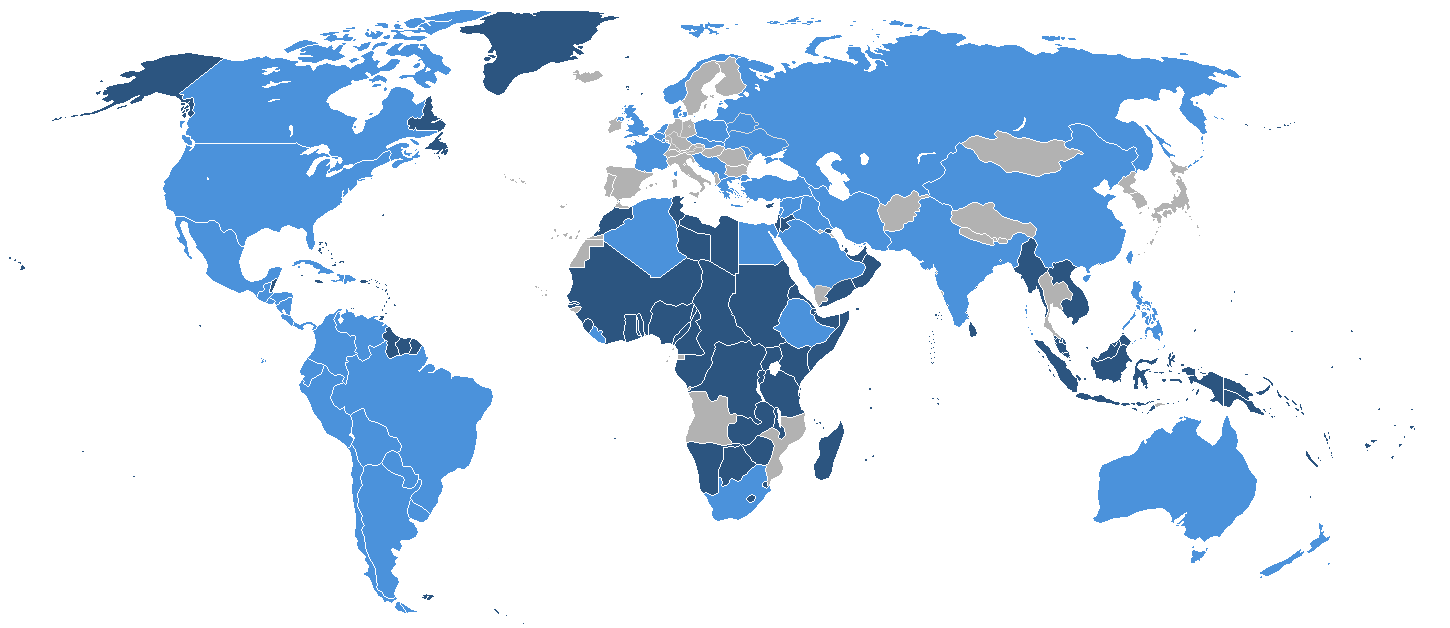
La ONU en 1945. En azul claro, los países fundadores. En azul oscuro, protectorados y colonias de los países fundadores.

El 25 de abril de 1945 se celebró la conferencia de San Francisco (la Conferencia de las Naciones Unidas sobre Organización Internacional). Además de los gobiernos, fueron invitadas organizaciones no gubernamentales. El 26 de junio las cincuenta naciones representadas en la conferencia firmaron la Carta de las Naciones Unidas. Polonia, que no había estado representada en la conferencia, añadió su nombre más tarde entre los signatarios fundadores, para un total de 51 Estados.
La ONU comenzó su existencia después de la ratificación de la Carta por la República de China, Francia, la Unión Soviética, el Reino Unido y los Estados Unidos y la gran mayoría de los otros 46 miembros. El primer período de sesiones de la Asamblea General se celebró el 10 de enero de 1946 en Central Hall Westminster (Londres). La Sociedad de Naciones se disolvió oficialmente el 18 de abril de 1946 y cedió su misión a las Naciones Unidas.
En 1948 se proclama de la Declaración Universal de los Derechos Humanos, uno de los logros más destacados de la ONU.
Los fundadores de la ONU manifestaron tener esperanzas en que esta nueva organización sirviera para prevenir nuevas guerras. Estos deseos no se han hecho realidad en muchos casos. Desde 1947 hasta 1991, la división del mundo en zonas hostiles durante la llamada Guerra Fría hizo muy difícil este objetivo, debido al sistema de veto en el Consejo de Seguridad. Desde 1991 las misiones de paz de la ONU se han hecho más complejas abarcando aspectos no militares que asegurasen un adecuado funcionamiento de las instituciones civiles, como en las elecciones.
En la actualidad, no permanecen las condiciones internacionales que impulsaron la gestación de la ONU; debido a que, el sistema internacional está en constante cambio, los problemas han tomado nuevas formas, han surgido nuevas amenazas, entre las más sobresalientes están: narcotráfico, terrorismo, armas biológicas y químicas, proliferación de armas nucleares, degradación de medio ambiente y las pandemias (Valdés, 2007: 09); así como, nuevas formas de cooperación internacional y temas de relevancia social tales como la brecha digital. Ajustar a la ONU a la nueva realidad internacional ha sido la principal razón de la comunidad internacional y de esa manera evitar que la ONU se convierta en un organismo internacional obsoleto.
Recientemente ha habido numerosas llamadas para la reforma de la ONU. Algunos desean que esta juegue un papel mayor o más efectivo en los asuntos mundiales, otros desean que su papel se reduzca a la labor humanitaria. Ha habido también numerosos llamamientos a ampliar la composición del Consejo de Seguridad para reflejar la situación geopolítica actual (esto es, más miembros de África, América Latina y Asia) y para que se modifique el procedimiento de elección del secretario general.

## Estados miembros

Mapa de los Estados miembros de las Naciones Unidas y sus territorios dependientes reconocidos.

Desde la adhesión de Sudán del Sur en 2011, el número de Estados miembros es de 193. Están incluidos todos los Estados reconocidos internacionalmente, menos:
- El Estado de la Ciudad del Vaticano —la Santa Sede, como sujeto de derecho internacional, es considerado miembro observador—,
- La Orden de Malta —con sede en Roma, es un sujeto de derecho internacional y es miembro observador—,
- El Estado de Palestina —la Autoridad Nacional Palestina ejerce como miembro observador—.
- La República de China en Taiwán —cuyo asiento en la ONU fue transferido a la República Popular China en 1971—,
- El Sahara Occidental —de iure, territorio no autónomo de administración española, como indica el documento S/2002/161—.

El último país en ser admitido fue la República de Sudán del Sur, el 14 de julio de 2011.
Los llamados «casos especiales», únicos territorios no miembros, sin calidad de miembro observador y con gobierno propio son:
- Niue
- Islas Cook.

Ambos territorios están actualmente en libre asociación con Nueva Zelanda. Sin embargo, cada uno podría declarar su independencia solicitando su ingreso a la ONU. Esto ya ha sucedido, por ejemplo, con los Estados Federados de Micronesia, las Islas Marshall y Palaos, todos Estados en libre asociación con Estados Unidos y miembros de las Naciones Unidas.
El artículo 4, del capítulo 2 de la Carta de las Naciones Unidas establece los requisitos para ser Estado miembro:

Podrán ser Miembros de las Naciones Unidas todos los demás Estados amantes de la paz que acepten las obligaciones consignadas en esta Carta, y que, a juicio de la Organización, estén capacitados para cumplir dichas obligaciones y se hallen dispuestos a hacerlo.

La admisión de tales Estados como miembros de las Naciones Unidas se efectuará por decisión de la Asamblea General a recomendación del Consejo de Seguridad.

### Conflicto por los escaños de la República de China y la República Popular China
China, representada por el gobierno de la República de China (ROC), fue uno de los cinco miembros fundadores de la ONU en 1945 y formó parte de la ONU como miembro original el 24 de octubre de 1945. Sin embargo, como resultado de la guerra civil china, el gobierno de la ROC controlado por el Kuomintang huyó a la isla de Taiwán en 1949, y el gobierno comunista de la República Popular China (RPC), declarada el 1 de octubre de 1949, tomó el control de la mayor parte del territorio de China. Representantes del gobierno de la ROC continuaron representando a China en la ONU, a pesar del pequeño tamaño de la jurisdicción en Taiwán de la ROC (y otras islas no consideradas parte de la provincia de Taiwán) comparado con la jurisdicción en China continental de la RPC, hasta que el 25 de octubre de 1971, cuando la Asamblea General aprobó la resolución 2758, reconociendo al Gobierno de la RPC como el único representante legítimo de China en la ONU, expulsando al representante de Chiang Kai-shek como representante legítimo de China y reconociendo en cambio a la RPC. Esto, en efecto, transfirió el escaño de China en la ONU (incluyendo su asiento permanente en el Consejo de Seguridad) de la ROC a la RPC.
Desde 1991, la ROC ha solicitado repetidamente volver a participar en la ONU, únicamente como representante del pueblo de Taiwán, y no como representante de toda China, utilizando la designación de «República de China en Taiwán», «República de China (Taiwán)» o simplemente «Taiwán». Sin embargo, en 2007 un comité clave de la ONU rechazó por decimoquinta vez consecutiva la solicitud de la ROC. Al consultarle al secretario general Ban Ki-moon sobre los motivos del rechazo dijo que era legalmente imposible, debido a la resolución de la asamblea que expulsó a los nacionalistas chinos en 1971.
En la actualidad, 14 Estados miembros de la ONU, además de la Santa Sede, mantienen relaciones diplomáticas con la ROC. La República Popular China, que considera Taiwán como una provincia rebelde, se opone a que la isla-estado sea miembro de la ONU.

### El caso de la Unión Europea
Todos los Estados miembros de la Unión Europea (UE) forman parte a su vez de la ONU. La UE, a pesar de ser miembro de otras organizaciones internacionales, como la OMC, no forma parte de la ONU. Sin embargo, ha desarrollado misiones por encargo de la ONU en diferentes partes del mundo. Tal es el caso de la EUFOR.
Al ratificarse el Tratado de Lisboa, la UE tiene personalidad jurídica única en la sociedad internacional, desde diciembre de 2009. El tratado especifica en lo referente a su acción en la escena internacional y las relaciones con la ONU:

La acción de la Unión en la escena internacional se basará en el respeto de los principios de la Carta de las Naciones Unidas y del Derecho internacional (...) La Unión propiciará soluciones multilaterales a los problemas comunes, en particular en el marco de las Naciones Unidas. (...) La Unión establecerá todo tipo de cooperación adecuada con los órganos de las Naciones Unidas y de sus organismos especializados...

Cuando la Unión haya definido una posición sobre un tema incluido en el orden del día del Consejo de Seguridad de las Naciones Unidas, los Estados miembros que sean miembros de éste pedirán que se invite al Alto Representante a presentar la posición de la Unión. (...) La Organización de las Naciones Unidas puede solicitar la asistencia de la Unión para ejecutar con carácter de urgencia misiones emprendidas en virtud de los capítulos VI y VII de la Carta de las Naciones Unidas.

## Sede

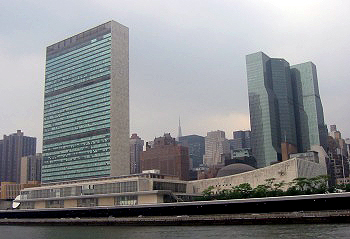
Sede principal en Nueva York.

El régimen jurídico de la sede de la ONU está regido por un tratado entre esta y los Estados Unidos de América (Acuerdo relativo a la sede de las Naciones Unidas, del 31 de octubre de 1947), y la Convención sobre Prerrogativas e Inmunidades de las Naciones Unidas, de 1946.
Por razones de seguridad, todo correo recibido es esterilizado. La Administración Postal de las Naciones Unidas emite sellos, con los que deben ser franqueados todos los artículos enviados desde el edificio. Los periodistas acreditados, cuando informan desde el complejo, no deben utilizar «Nueva York» como identificación de su localización en reconocimiento de su estatus de extraterritorialidad.
El complejo diseñado por un equipo internacional de arquitectos incluye los siguientes edificios: la Secretaría (una torre de 39 pisos), la Asamblea General, la Biblioteca Dag Hammarskjöld  y el área de conferencias. También hay jardines y esculturas exteriores.
Aunque la sede principal está en el complejo sobre suelo neoyorquino, la ONU y sus organismos especializados y regionales tienen otras sedes, como en: Ginebra, Suiza; La Haya, Países Bajos; Viena, Austria; Montreal, Canadá; Copenhague, Dinamarca; Bonn, Alemania; Nairobi, Kenia; París, Francia; Santiago, Chile; Adís Abeba, Etiopía; Valencia, España; San José, Costa Rica, Buenos Aires, Argentina y Bogotá, Colombia.

## Idiomas oficiales
La ONU tiene como idiomas de trabajo al árabe, chino mandarín, español, francés, inglés y ruso.
El Servicio de Radio de Naciones Unidas emite, además de los seis idiomas oficiales, en bengalí, portugués y suajili.

Español
Inglés
Francés

Ruso
Mandarín
Árabe

## Personal y personal asociado
El personal y personal asociado de la ONU se encuentra protegido por la Convención sobre la Seguridad del Personal de las Naciones Unidas y del Personal Asociado, aprobada el día 9 de diciembre de 1994 por la Asamblea General de la ONU.

## Financiación
| Principales contribuyentes Presupuesto ordinario de 2013 |         |
| Unión Europea                                            | 30,00 % |
| Estados Unidos                                           | 22,00 % |
| Japón                                                    | 10,83 % |
| Alemania                                                 | 7,14 %  |
| Francia                                                  | 5,59 %  |
| Reino Unido                                              | 5,17 %  |
| China                                                    | 5,14 %  |
| Italia                                                   | 4,44 %  |
| Canadá                                                   | 2,98 %  |
| España                                                   | 2,97 %  |
| Brasil                                                   | 2,93 %  |
| Rusia                                                    | 2,43 %  |
| Australia                                                | 2,07 %  |
| Corea del Sur                                            | 1,99 %  |
| México                                                   | 1,84 %  |
| Países Bajos                                             | 1,65 %  |
| Turquía                                                  | 1,32 %  |
| Suiza                                                    | 1,04 %  |
| Bélgica                                                  | 0,99 %  |
| Suecia                                                   | 0,96 %  |
| Polonia                                                  | 0,92 %  |
| Arabia Saudita                                           | 0,86 %  |
| Noruega                                                  | 0,85 %  |

La financiación de las Naciones Unidas y de algunas de sus agencias especializadas está asegurada por las contribuciones obligatorias de los Estados miembros. En el caso de algunas agencias especializadas, su financiación proviene de contribuciones voluntarias de Estados miembros, organizaciones, empresas o particulares.
La Asamblea General establece en el presupuesto ordinario las contribuciones obligatorias durante dos años (1 924 840 250 USD en 2006) y determina la aportación de cada miembro basándose en la capacidad de pago de los países, calculado del ingreso nacional por habitante; no obstante, para mantener un nivel de independencia, el nivel máximo de contribución está fijado en el 22 % (el nivel mínimo es un 0,01 % del total). Es importante señalar que las contribuciones obligatorias no siempre son satisfechas por los países y conforme al artículo 19 de la Carta de las Naciones Unidas se le puede quitar el derecho al voto en la Asamblea General al Estado miembro cuyos atrasos de pago igualen o superen la cantidad que debiera haber contribuido en los dos años anteriores.

## Funciones

### Eventos internacionales
Las celebraciones de la ONU tienen como objetivo contribuir, en todo el mundo, al cumplimiento de los objetivos de la Carta de las Naciones Unidas y sensibilizar al público acerca de temas políticos, sociales, culturales, humanitarios, o relacionados con los derechos del hombre. Son ocasiones para promover acciones nacionales e internacionales y despertar el interés sobre los programas y actividades de las Naciones Unidas.
Se realiza una reunión cada año y cuando un tema es considerado particularmente importante de tratar en ese momento, la Asamblea General puede recomendar al Consejo de Seguridad una conferencia internacional y el Consejo de Seguridad decide si se debe hacer o no para centrar atención global y construir un consenso para una acción unificada se realiza una reunión cada año. Un ejemplo sería la Conferencia de Naciones Unidas sobre el Medio Ambiente y el Desarrollo (Cumbre de la Tierra), del 3 al 14 de junio de 1992, cuyos acuerdos dieron lugar a la adopción del programa Agenda 21 por 179 países.
En este mismo sentido de centrar la atención en temas importantes de interés internacional, la ONU declara celebraciones internacionales, como días, meses, años, etc., para promover, movilizar y coordinar eventos en todo el mundo.

### Control de armas y desarme
La Carta de las Naciones Unidas en su artículo 26, concibió la posibilidad de un sistema de regulación de los armamentos que aseguraría «la menor desviación posible de los recursos humanos y económicos del mundo hacia los armamentos». La aparición de las armas nucleares ocurrió semanas después de la firma de la Carta y esto supuso un impulso inmediato en el desarrollo de la noción de control de armamento y de desarme. De hecho, la Asamblea General de la ONU adoptó en su primera resolución (febrero de 1946), se refería a los usos pacíficos de la energía atómica y a la eliminación de armas atómicas de destrucción masiva.
La ONU ha establecido varios foros para dirigir los temas del desarme. El principal es el Primer Comité de la Asamblea General de Naciones Unidas sobre Desarme y Seguridad internacional, en cuya agenda se ha tomado en cuenta la prohibición completa de los ensayos nucleares, la prohibición de armas químicas, la no proliferación de las armas nucleares, el establecimiento de zonas libres de armas nucleares, el prevenir, combatir y erradicar el tráfico ilícito de armas pequeñas y ligeras en todos sus aspectos, la exploración y utilización del espacio ultraterrestre con fines pacíficos, el mantenimiento de la seguridad internacional…
En junio de 1978, el primer periodo extraordinario de sesiones de la Asamblea General dedicado al desarme estableció una Comisión de Desarme como un órgano subsidiario de la Asamblea, compuesto por todos los Estados miembros de las Naciones Unidas. Fue creado como un órgano de deliberación, con la función de considerar diferentes problemas en la esfera del desarme y hacer recomendaciones al respecto y con la de dar seguimiento a las decisiones y recomendaciones pertinentes del periodo extraordinario de sesiones. Desde el año 2000 su agenda se ocupa solo de dos temas sustantivos. Esta Comisión presenta un informe anual a la Asamblea General.

### Mantenimiento de la paz

Misiones en curso.
Misiones finalizadas.

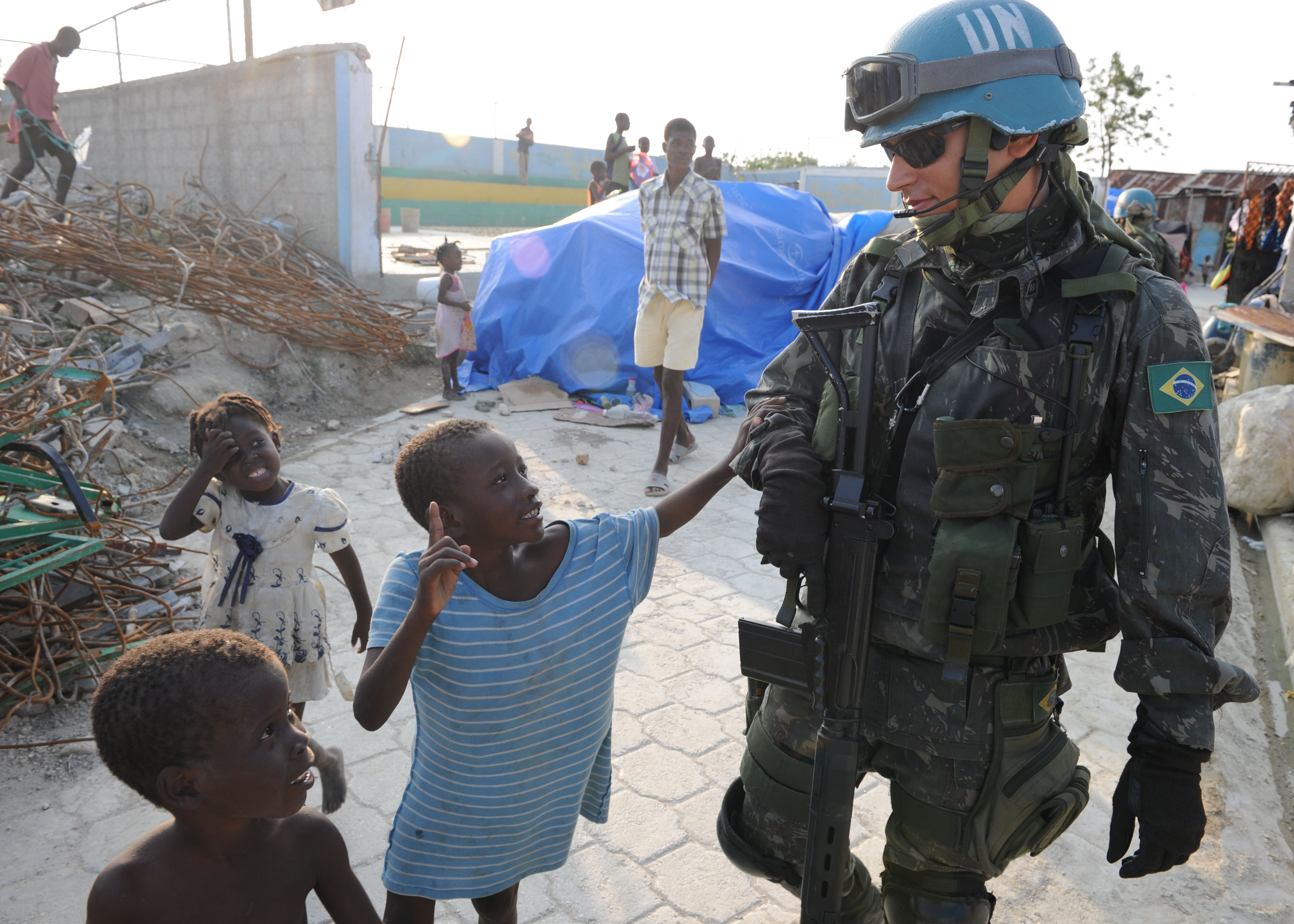
Un soldado brasileño en una misión de mantenimiento de paz en Haití.

Las Fuerzas de paz de las Naciones Unidas (los «cascos azules») son enviadas a varias regiones donde han cesado recientemente conflictos armados, para de este modo, hacer cumplir los acuerdos de paz y disuadir a los combatientes de reanudar las hostilidades. Debido a que la ONU no mantiene un ejército independiente, los efectivos son suministrados por los Estados miembros, y su participación es opcional. La autoridad para enviar o retirar a los contingentes de mantenimiento de la paz está en manos del gobierno que los aporta, al igual que la responsabilidad en relación con la paga y cuestiones disciplinarias y de personal.
Desde su creación en 1948. Se ha reconocido que el primer propósito de las Misiones de Paz de las Naciones Unidas «los cascos azules», es mantener la paz y la seguridad internacional, y con este fin se faculta para tomar medidas colectivas eficaces para prevenir y eliminar amenazas a la paz y lograr que las controversias surgidas entre diferentes Estados se logren solucionar por medio de los canales diplomáticos y de justicia internacional que para tal fin se establezcan. Sin embargo, para tener una mejor comprensión de la finalidad, funcionamiento y alcance de las Misiones de Paz, es necesario entender su origen, sus principios y el contexto en que se desarrollan.
Las operaciones del mantenimiento de paz son establecidas por el consejo de seguridad de la ONU y contribuyen apoyar la vigilancia y resolver conflictos entre países o con comunidades hostiles dentro de un mismo país, los artífices está operaciones de mantenimiento de la paz son popular mente conocidos como cascos azules, las operaciones de mantenimiento de paz, son especialmente útiles para recordar a las partes en conflicto que la comunidad internacional está pendiente de sus actos y de la legalidad de los mismos, sus principios no se basan con el envío de fuerzas que luchen para la culminación de un conflicto si no en hacer que las partes involucradas procuren arreglar de una manera pacífica y negociada sus controversias, las tropas de las naciones unidas portan armamento ligero y pueden hacer uso de la fuerza solo en casos de defensa propia o en caso en que elementos armados traten de impedirles que acaten las órdenes de sus comandantes, las operaciones de mantenimiento de la paz deben contar con el consentimiento del gobierno del país en el que se despliegan y de ser posible con la autorización de los países involucrados.
La primera operación de mantenimiento de la paz, fue la UNSCOB (United Nations Commission for the Balkans), dispuesta por la Asamblea General de las Naciones Unidas, por Resolución Nro.109(II)del 21 de octubre de 1947. Se llevó a cabo en Grecia entre octubre de 1947 y febrero de 1952
Todos los Estados miembros tienen la obligación legal de pagar la parte que les corresponde del costo de las actividades de mantenimiento de la paz en el marco de una fórmula compleja que ellos mismos establecieron, que incluye una sobrecarga para los cinco miembros permanentes de Consejo de Seguridad. Los países que aportan voluntariamente personal uniformado a las operaciones de mantenimiento de la paz son reembolsados por las Naciones Unidas a una tasa fija de un poco más de 1000 USD por soldado por mes. Las Naciones Unidas también reembolsan a los países por el equipo que aportan.
La ONU concede las Medallas de las Naciones Unidas a los miembros del servicio militar que hacen cumplir los acuerdos de la Organización.
Su primera misión consistió en supervisar el cese de la guerra entre iraníes y árabes en 1948 desde entonces se han puesto en marcha más de 71 operaciones de paz en las que han intervenido más de 110.000 mil personas de 120 países entre, observadores, soldados expertos, personal civil y policías de las cuales más de 3.326 lamentablemente han perdido la vida al servicio de la ONU entre las operaciones de mantenimiento de la paz en la que han participado se encuentran la crisis de canal de Suez en 1956 en el Congo 1961, Ruanda 1994 los de Somalia Bosnia y Herzegovina entre 1992 y 1995 así como Timor Oriental 2000 al 2001 entre otros, el reconociendo a su labor pacífica los cascos azules se hicieron acreedores, durante el segundo mandato de Javier Pérez de Cuéllar como secretario general, las Fuerzas de Paz de la ONU recibieron en 1988 el premio Nobel de la Paz. En 2001, la ONU y su secretario general Kofi Annan ganaron el premio Nobel de la Paz «por su trabajo por un mejor mundo organizado y más pacífico», en la actualidad los integrantes de las operaciones del mantenimiento de la paz realizan una gran variedad de tareas complejas como ayudar a establecer instituciones de gobernanza sostenibles así como vigilar la situación de los derechos humanos la seguridad el desarme, la desmovilización y la reintegración de los excombatientes.

##### Principios básicos que rigen el mantenimiento de la paz
El origen e inicio de la implementación de los principios se dio en la FENU I que fue la 1.ª Fuerza de Emergencia de las Naciones Unidas operada por la Asamblea General durante la Crisis de Suez (1956) la cual fue la primera en disponer de fuerzas armadas, ya que las primeras y anteriores Operaciones de Mantenimiento a la Paz (OMP) fueron misiones tan solo de obtención de información y observación. Estos principios se modificarían luego en respuesta de la Crisis del Congo, rigiendo con una mínima variación hasta los años ochenta. La doctrina que es de donde se desprenden los principios junto con la búsqueda de unanimidad en el modo de accionar en caso de una situación difícil, encuentra que se adecuan al tener una afinidad en común en todas las operaciones
1. Cooperación consentimiento de las partes[32]':' El consentimiento de las partes de acuerdo con el artículo 2 numeral 7 de la Carta de las Naciones Unidas,[33] donde dispone la no intervención en asuntos que son únicamente de la jurisdicción interna de los Estados, hace imprescindible jurídicamente que las operaciones de los involucrados en el conflicto, acuerden compromisos en el proceso de pacificación para obtener avances bajo la necesaria libertad de actuación, tanto física, como política para alcanzar las metas previamente establecidas. De lo contrario se vería afectado su rol principal que es mantener la paz, viéndose fracturado el principio de imparcialidad. El compromiso que deben tener las partes en conflicto debe ser claro, ya que se puede presentar incertidumbre por falta de confianza partiendo del principio de la buena fe y con manifiesto un consentimiento formal y material de las partes frente a las operaciones de mantenimiento y soporte del proceso de paz. El garantizar confianza entre las partes debe ser fundamental como soporte y estrategia en el proceso de paz, a su vez deben ser soportadas por las operaciones de mantenimiento de la paz garantizando un trabajo ordenado para que no se vean amenazadas las partes en conflicto y la finalidad en el proceso.
2. Imparcialidad:[33] La imparcialidad es esencial en la negociación política que se apoya en conservar la aprobación y la aportación de las partes principales; Las operaciones de mantenimiento de la paz no deben inclinarse por ninguna de las partes en conflicto más cuando no existe un alto al fuego real, deben mantener una postura pasiva y neutral, desde el punto de vista de objetividad la operación del proceso de paz de las Naciones Unidas; debe tener imparcialidad en su comportamiento con las partes involucradas, actuando consecuentemente con los principios establecidos en la carta. Para que las partes no lleguen a una guerra es necesario un compromiso tanto de la misión de la operación como también por parte de los actores en conflicto teniendo voluntad como solución pacífica y manifestando una acción decidida, para que con fundamentos importantes la operación del mantenimiento de la paz de las Naciones Unidas, obligue a las partes en conflicto a desistir del enfrentamiento, logrando el objetivo principal que es la concertación de acuerdos para lograr la paz. Si no existe voluntad para desistir en este tipo de acción es indispensable como lo afirma SÁNCHEZ “reconocer que hacer la paz es determinar quién manda”[34] Una misión por prevención a una mala justificación o, a una represalia, no debe dejar de lado el principio de imparcialidad hacerlo pondría en riesgo la legalidad y fiabilidad de la operación de mantenimiento de paz y como consecuencia llevará a que una o varias partes retiren su aprobación. Como quiera que sea de la necesidad de instituir y conservar las buenas relaciones con las partes y la ejecución de mantenimiento de la paz debe impedir rigurosamente las actividades que puedan empañar a las partes en conflicto su imparcialidad.
3. Uso Excepcional y Limitado de la Fuerza: En este principio se deben diferenciar y tener en cuenta dos aspectos muy precisos ya que se pueden llegar a confundir al necesitar los dos de una previa autorización del Consejo de Seguridad para su accionar, el primero de ellos el mantenimiento robusto de la paz en donde la precisión, la táctica para hacer uso de la fuerza en la mínima medida posible y en pro de mantener a la población civil lo más alejada posible de ataques junto con la conservación de un orden público. En segundo lugar la imposición de la paz donde la estrategia debe ser muy bien evaluada y proporcionada buscando el no resultado de situaciones que no estén presupuestadas, además que a nivel político e internacional pueden causar conflictos. Cada movimiento o determinación que conlleve uso de fuerza se debe saber que esta es una última instancia actuando sobre la legítima defensa.[35]
4. Respeto al Derecho Internacional Humanitario De la mano del uso limitado de la fuerza se encuentra el respeto al Derecho Internacional Humanitario, conocido también como el derecho de guerra o de los conflictos armados, justamente porque limita la actuación en aquellas posturas en donde se usa la fuerza armada. Este derecho así como tratados y convenciones salvaguardan a las víctimas durante el conflicto, protegiendo la vida y la dignidad de las personas que no participan y no están involucradas en estos acontecimientos que lo único que causan es miedo, destrucción y sufrimiento. Dentro de las operaciones del mantenimiento de la paz, es vital importancia la protección de los derechos fundamentales de las víctimas, los civiles, militares y no combatientes debido a que estas se desarrollan en situaciones de postconflicto o en el cual el conflicto puede recomenzar esta particularidad va ligada al uso limitado de la fuerza. Las operaciones de Mantenimiento de la paz recurren a la utilización de la fuerza en casos específicos como en defensa propia o para hacer respetar la paz en caso contrario se tienen que ceñir con unos supuestos de hecho o límites preestablecidos y tanto las partes en conflicto como el organismo internacional deben siempre respetarlo.[31]

##### La seguridad internacional y sus características
De acuerdo con la Carta de las Naciones Unidas nos establece que el Consejo de Seguridad es el encargado de mantener la paz y seguridad en el mundo con relación a cualquier tipo de conflicto. Este mismo Consejo de Seguridad es conformado por 15 miembros de los cuales 5 son permanentes con derecho de veto que son Reino Unido, Estados Unidos, República Francesa, Federación Rusa y la República Popular de China, mientras que los otros 10 no son permanentes que estos no permanentes son elegidos de 5 en 5 cada año por la Asamblea General de la ONU y por un periodo de duración de 2 años, y la presidencia del consejo se rota mensualmente en orden alfabético. El Consejo de Seguridad puede tomar decisiones más bien conocidas como resoluciones y obligar a los miembros a cumplirlas ya que son los que se encargan del mantenimiento de la paz y seguridad y como antes mencionado está establecido por la Carta de las Naciones Unidas.

##### De acuerdo con el artículo 27 de la Carta de las Naciones Unidas podemos ver el fundamento del voto
- Cada miembro del Consejo de Seguridad tendrá un voto.

- Las decisiones del Consejo de Seguridad sobre cuestiones de procedimiento serán tomadas por el voto afirmativo de nueve miembros.
- Las decisiones del Consejo de Seguridad sobre todas las demás cuestiones serán tomadas por el voto afirmativo de nueve miembros, incluso los votos afirmativos de todos los miembros permanentes; pero en las decisiones tomadas en virtud del Capítulo VI y del párrafo 3 del Artículo 52, la parte en una controversia se abstendrá de votar.[38]

Cuando en caso de que llegue haber una controversia la primera acción que toma este Consejo de Seguridad es que traten de llegar a un acuerdo de las formas más pacíficas que puedan haber, así no haciendo un problema grande y tener que llegar a tomar medidas más dramáticas y/o de mayor medida. Algunas de estas otras medidas más severas que puede llegar a imponer este Consejo son; embargos, sanciones económicas, autorizar el uso de la fuerza para hacer cumplir los mandatos, ya esto en caso extremo o que no haya remedio. La Organización de las Naciones Unidas es la organización más grande para mantener la paz y seguridad internacional que se lleva a cargo por el Consejo de Seguridad. Tiene su sede en Nueva York, Estados Unidos y esta sede es un área de extraterritorialidad, siendo este un lugar sin jurisdicción alguna o se atenga a los reglamentos de este mismo país donde se encuentra, como los consulados, buques o bases militares.
Dentro de este Consejo de Seguridad existen diferentes lugares u organizaciones alrededor del mundo donde estos conflictos llegan a ser resueltos, por ejemplo; existe el Tribunal Penal Internacional Para la ex Yugoslavia y el Tribunal Penal Internacional para la Runda, donde estos dos lugares se llevan a cabo juicios de genocidio. Al igual encontramos la Comisión de Consolidación de Paz, el Comité Contra el Terrorismo, Comisión de las Naciones Unidas de Vigilancia, Verificación e Inspección, entre otros.

##### Funciones y poderes en el artículo 24
- A fin de asegurar acción rápida y eficaz por parte de las Naciones Unidas, sus miembros confieren al Consejo de Seguridad la responsabilidad primordial de mantener la paz y la seguridad internacionales, y reconocen que el Consejo de Seguridad actúa a nombre de ellos al desempeñar las funciones que le impone aquella responsabilidad.
- En el desempeño de estas funciones, el Consejo de Seguridad procederá de acuerdo con los Propósitos y Principios de las Naciones Unidas. Los poderes otorgados al Consejo de Seguridad para el desempeño de dichas funciones quedan definidos en los Capítulos VI, VII, VIII y XII.
- El Consejo de Seguridad presentará a la Asamblea General para su consideración informes anuales y, cuando fuere necesario, informes especiales.[38]

Al igual es un artículo muy importante que cabe resaltar es el artículo 33 de la Carta de las Naciones Unidas ya que nos establece “la prevención de los conflictos y el arreglo pacífico de controversias. Las partes en una controversia internacional tienen acceso a diversas medidas y mecanismos para la solución de las controversias, entre ellas la negociación, la investigación, la mediación, la conciliación, el arbitraje, el arreglo judicial y el recurso a organismos o acuerdos regionales.” Esto es para así poder tener una solución más rápida, más eficiente y manteniendo la paz entre las partes involucradas sin tener que llegar a medidas más estrictas y severas.

### Derechos humanos

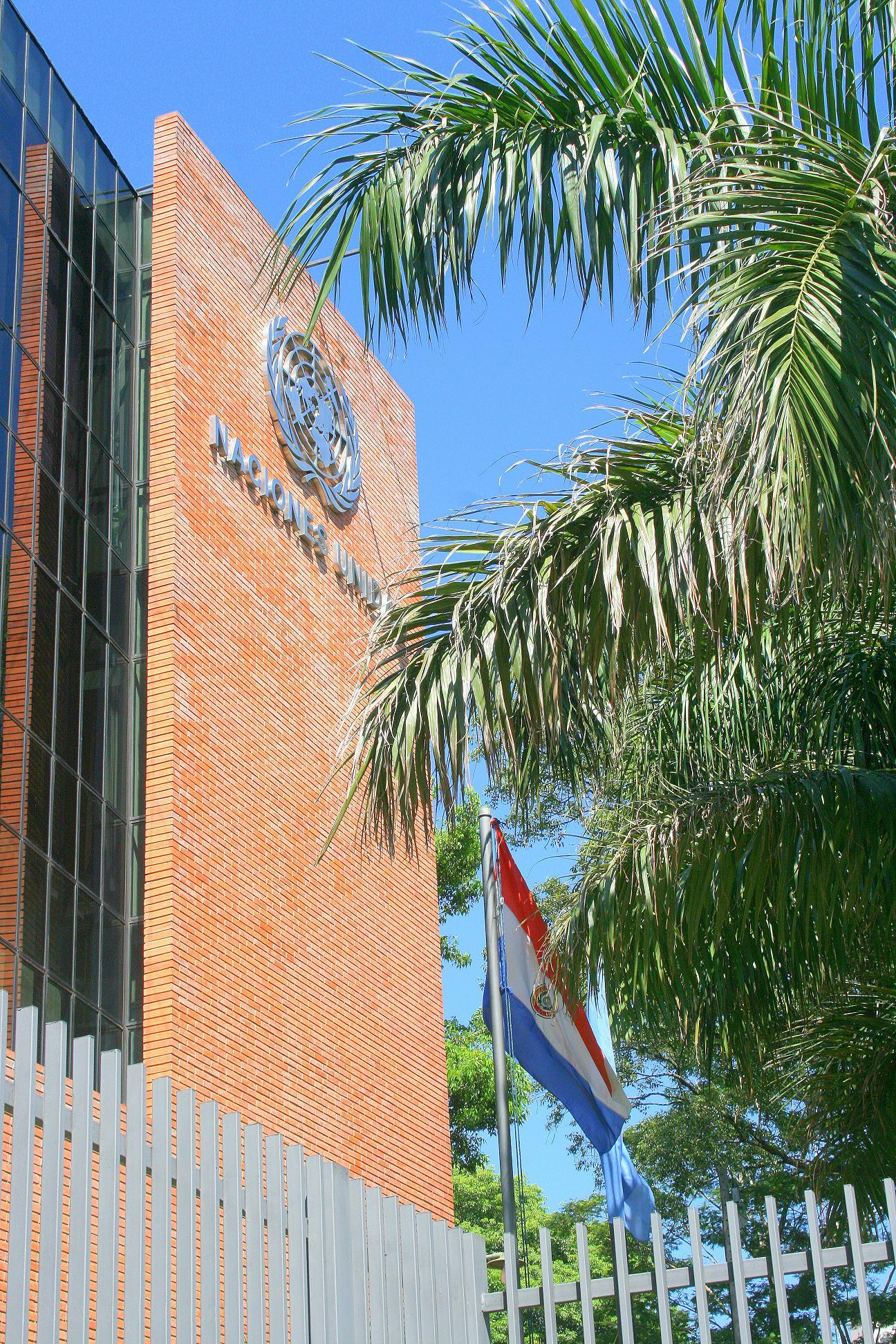
Centro de Información de las Naciones Unidas en Asunción, Paraguay.

La preocupación por los derechos humanos fue una de las razones principales para la creación de las Naciones Unidas. Las atrocidades y el genocidio de la Segunda Guerra Mundial contribuyeron a un consenso para que la nueva organización debiera trabajar para prevenir tragedias similares en el futuro. En este sentido se creó un marco jurídico para considerar y actuaba sobre quejas referidas a violaciones de los derechos humanos.
La Carta de la ONU (arts. 55 y 56) obliga a todos sus miembros a promover "el respeto universal a los derechos humanos y a las libertades fundamentales de todos" y para tomar "medidas conjunta o separadamente, en cooperación con la Organización" para tal fin. La Declaración Universal de los Derechos Humanos, aunque no legalmente vinculante, fue adoptada por la Asamblea General en 1948 como un patrón de realización para todos; y consecuentemente, la Asamblea se ocupa regularmente de las cuestiones referidas a los derechos humanos. Así el 15 de marzo de 2006 la Asamblea General de la ONU votó de forma abrumadora para sustituir la Comisión de Derechos Humanos de las Naciones Unidas (UNCHR) por el Consejo de Derechos Humanos de la ONU. Su propósito es tratar violaciones de los derechos humanos. El UNCHR había sido criticado en varias ocasiones por los miembros que la componían, concretamente, varios de sus miembros, como Sudán o Libia, poseían un dudoso historial de respeto de los derechos humanos, incluyendo a los representantes elegidos para presidir la comisión.
La Carta Internacional de Derechos Humanos, dispuso la creación de siete organismos entre los que se destacan el Comité de Derechos Humanos (HRC) y al Comité para la Eliminación de la Discriminación contra la Mujer (CEDAW). El soporte de la Secretaría General se proporciona a través de la Oficina del Alto Comisionado de las Naciones Unidas para los Derechos Humanos (OHCHR), excepto del CEDAW, que lo recibe de la División para el Adelanto de la Mujer (DAW).
Las Naciones Unidas y sus agencias son fundamentales en mantener y aplicar los principios en emanados de la Declaración universal de los Derechos Humanos; por ejemplo, el apoyo de la ONU para los países en transición a la democracia ha contribuido significativamente a la democratización por todo el mundo, y se ha manifestado en la asistencia técnica para posibilitar elecciones libres y justas, en mejorar las estructuras judiciales, en redactar constituciones, en formar funcionarios, o en transformar los movimientos armados en partidos políticos. Esto se ha visto recientemente en Afganistán y Timor Oriental.
Naciones Unidas es también un foro para apoyar los derechos de la mujer para participar plenamente en la vida política, económica y social de sus países. La ONU contribuye a elevar el significado del concepto de derechos humanos a través de sus tratados y su atención a los abusos específicos con sus resoluciones de la Asamblea General o del Consejo de Seguridad o los fallos de la Corte Internacional de Justicia (ICJ).

### Asistencia humanitaria
| Agencias y departamentos para el fomento del desarrollo humano |
| Organización Mundial de la Salud (OMS): eliminó la viruela en 1977, y está cerca de eliminar la poliomielitis. |
| Banco Mundial / Fondo Monetario Internacional (FMI) |
| Agencias especializadas e independientes, que son observadores en el entramado de la ONU: - Programa de las Naciones Unidas para el Medio Ambiente (UNEP) - Programa de las Naciones Unidas para el Desarrollo (UNDP) - Organización de las Naciones Unidas para la Educación, la Ciencia y la Cultura (UNESCO) - Fondo de Naciones Unidas para la Infancia (UNICEF) - Alto Comisionado de las Naciones Unidas para los Refugiados (ACNUR) |

La ONU conjuntamente con otras organizaciones como la Cruz Roja, proporciona comida, agua potable, refugio y otros servicios humanitarios a las poblaciones que los necesitan, sean desplazados por guerra, o afectados por otros desastres. Las agencias humanitarias más importantes de la ONU son la Oficina de las Naciones Unidas para la Coordinación de Asuntos Humanitarios (OCAH): Organismo perteneciente al Secretariado General de ONU, encargado de realizar acciones de coordinación humanitaria. Apoya organismos como el Comité Permanente Interagencial (IASC por sus siglas en inglés), los Equipos Humanitarios Nacionales o locales; hace la secretaría técnica a INSARAG, grupo especializado en asesorar grupos de búsqueda y rescate; administra los fondos CERF y ERF; realiza acciones de incidencia por los afectados y afectadas, y propone políticas de atención a estos afectados, así como de prevención. Adicionalmente suministra servicios y recursos de información para fortalecer la toma de decisiones.
El Programa Mundial de Alimentos (PMA), que en 2004 repartió comida a unos 100 millones de personas, el Alto Comisionado de las Naciones Unidas para los Refugiados (ACNUR), que hasta 2001 había contribuido a reasentar a por lo menos 25 millones de personas en diferentes países. También se destacan el Programa de las Naciones Unidas para el Desarrollo (UNDP) que es la mayor organización internacional para garantizar asistencia técnica en el mundo, las organizaciones como ONUSIDA, OMS y el Fondo Mundial de Lucha contra el sida, la Tuberculosis y la Malaria (también llamado Fondo Mundial), que combaten las enfermedades en el mundo, especialmente en países pobres, y que han ayudado a reducir la mortalidad infantil y maternal. Siguiendo estas iniciativas, en diciembre de 2005, la Asamblea General creó el Fondo de respuesta a emergencias (CERF), administrado por OCAH, como un sistema que mejorara la coordinación de la ayuda humanitaria, haciéndola más oportuna y responsable de las víctimas de desastres naturales o hechos por el hombre.
Naciones Unidas publica anualmente el índice de desarrollo humano (IDH), como una forma de ordenar comparativamente los países por su pobreza, la instrucción, la educación, la esperanza de vida, y otros factores como el gasto militar.

### Objetivos de Desarrollo del Milenio
Los Objetivos de Desarrollo del Milenio ya aparecen en la Declaración del Milenio, adoptada por la Asamblea General y firmada por 192 países miembros de la ONU el 8 de septiembre de 2000, tras la Cumbre del Milenio; y en este sentido, en la Cumbre mundial de 2005 (14-16 de septiembre de 2005), los representantes de los entonces 191 miembros de la ONU, los reafirmaron como ocho objetivos a alcanzar para el año 2015.
Objetivo 1: Erradicar la pobreza extrema y el hambre:
- Reducir a la mitad el porcentaje de personas cuyos ingresos sean inferiores a 1 dólar por día.
- Reducir a la mitad el porcentaje de personas que padecen hambre

Objetivo 2: Lograr la enseñanza primaria universal.
- Velar porque todos los niños puedan terminar un ciclo completo de enseñanza primaria.

Objetivo 3: Promover la igualdad entre los géneros y la autonomía de la mujer.
- Eliminar las desigualdades entre los géneros en la enseñanza primaria y secundaria, preferiblemente para el año 2005, y en todos los niveles de la enseñanza para 2015

Objetivo 4: Reducir la mortalidad infantil.
- Reducir en dos terceras partes la tasa de mortalidad de los niños menores de 5 años.

Objetivo 5: Mejorar la salud materna.
- Reducir la tasa de mortalidad materna en tres cuartas partes.

Objetivo 6: Combatir el VIH/SIDA, el paludismo y otras enfermedades.
- Detener y comenzar a reducir la propagación del VIH/SIDA.
- Detener y comenzar a reducir la incidencia del paludismo y otras enfermedades graves.

Objetivo 7: Garantizar la sostenibilidad del medio ambiente.
- Incorporar los principios de desarrollo sostenible en las políticas y los programas nacionales; invertir la pérdida de recursos del medio ambiente.
- Reducir a la mitad el porcentaje de personas que carecen de acceso al agua potable.
- Mejorar considerablemente la vida de por lo menos 100 millones de habitantes de tugurios para el año 2020.

Objetivo 8: Fomentar una asociación mundial para el desarrollo.
- Desarrollar aún más un sistema comercial y financiero abierto, basado en normas, previsible y no discriminatorio. Ello incluye el compromiso de lograr una buena gestión de los asuntos públicos y la reducción de la pobreza, en cada país y en el plano internacional.
- Atender las necesidades especiales de los países menos adelantados. Ello incluye el acceso libre de aranceles y cupos para las exportaciones de los países menos adelantados, el programa mejorado de alivio de la deuda de los países pobres muy endeudados y la cancelación de la deuda bilateral oficial y la concesión de una asistencia oficial para el desarrollo más generosa a los países que hayan mostrado su determinación de reducir la pobreza.
- Atender a las necesidades especiales de los países en desarrollo sin litoral y de los pequeños Estados insulares en desarrollo.
- Encarar de manera general los problemas de la deuda de los países en desarrollo con medidas nacionales e internacionales a fin de hacer la deuda sostenible a largo plazo.
- En cooperación con los países en desarrollo, elaborar y aplicar estrategias que proporcionen a los jóvenes un trabajo digno y productivo.
- En cooperación con las empresas farmacéuticas, proporcionar acceso a los medicamentos esenciales en los países en desarrollo.
- En colaboración con el sector privado, velar porque se puedan aprovechar los beneficios de las nuevas tecnologías, en particular, los de las tecnologías de la información y de las comunicaciones. Así como también los fines de la organización de las Naciones Unidas (ONU).

### Objetivos del Nuevo Milenio: una evaluación en América Latina
Según una investigación hecha por el Centro de Estudios latinoamericanos, publicada en la Revista Electrónica Iberoamericana (Vol. 1 n. 1) expone que América Latina, en la primera conclusión del examen, no es positiva, porque si bien se han logrado avances significativos en los puntos 4, 5 y 6 aún falta mucho camino por recorrer para llegar al fin deseado.
La realidad se ve acentuada por una América Latina llena de un sinnúmero de contrastes, en donde se tienen a los hombres más ricos del mundo, por un lado, pero también se encuentran zonas en donde la gente no recibe los servicios más básicos, dichos ámbitos, en los que se hizo un mayor énfasis, fueron: Pobreza extrema, Mortalidad materna, educación primaria universal y cobertura de saneamiento. Sin embargo no todo es desilusión, ya que ha habido grandes avances, esto debido a una reducción de la mortalidad infantil.
Dicha investigación concluye haciendo una advertencia para que los gobiernos en América Latina presten mayor para que de una manera colaborativa, se logren las estrategias necesarias para la reducción de las cifras negativas, así mismo se pide no dejar de lado a los derechos humanos, estos, por ser unos de los mayores logros alcanzados por el hombre, es su lucha por alcanzar la felicidad de todos los ciudadanos.

## Sistema de las Naciones Unidas
El artículo 7 de la Carta de las Naciones Unidas indicaba que los órganos principales de la organización eran:
- La Asamblea General
- El Consejo de Seguridad
- El Consejo Económico y Social
- El Consejo de Administración Fiduciaria
- La Corte Internacional de Justicia
- La Secretaría

Además la Carta posibilitaba que cada órgano del poder pudiera establecer los organismos subsidiarios que estimara necesarios para el desempeño de sus funciones.
Una de las características singulares del sistema de la ONU es la duplicación de la responsabilidad. Por ejemplo, la UNODC (Oficina de las Naciones Unidas contra la Droga y el Delito) informa a la Secretaría General, la Asamblea General supervisa el UNICRI (Instituto Interregional de las Naciones Unidas para la Investigación de la Delincuencia y la Justicia), pero el Comité Económico y Social tiene dos comisiones orgánicas distintas, la de estupefacientes por un lado, y la de prevención del delito y justicia penal por el otro.
El Sistema de las Naciones Unidas está organizado de la siguiente manera (aunque las siglas varían según los idiomas oficiales de este organismo internacional):
| \| \| Programas y fondos \| Sede \| \| ---------------------------------------------------------------------------------------------------------------------------------------------------------------------------------------------- \| -------------------------------------------------------------------------------------------------------------------------------------------------------------------------------------------------------------------------------------------------------------------- \| ------------- \| \| UNCTAD \| Conferencia de las Naciones Unidas sobre Comercio y Desarrollo -CCI (ITC), Centro de Comercio Internacional UNCTAD/OMC \| Ginebra \| \| UNODC \| Oficina de las Naciones Unidas contra la Droga y el Delito \| Viena \| \| PNUMA \| Programa de las Naciones Unidas para el Medio Ambiente \| Nairobi \| \| UNICEF \| Fondo de las Naciones Unidas para la Infancia \| Nueva York \| \| PNUD \| Programa de las Naciones Unidas para el Desarrollo -UNIFEM, Fondo de Desarrollo de las Naciones Unidas para la Mujer -VNU, Voluntarios de las Naciones Unidas (Bonn, Alemania) -FNUDC (UNCDF), Fondos de las Naciones Unidas para el Desarrollo de la Capitalización \| Nueva York \| \| UNFPA \| Fondo de Población de las Naciones Unidas \| Nueva York \| \| ACNUR \| Oficina del Alto Comisionado de las Naciones Unidas para los Refugiados \| Ginebra \| \| PMA \| Programa Mundial de Alimentos \| Roma \| \| OOPS \| Organismo de Obras Públicas y Socorro para los Refugiados de Palestina en el Cercano Oriente \| Viena \| \| PNUAH \| Programa de las Naciones Unidas para los Asentamientos Humanos \| Nairobi \| \| \| Institutos de investigación y capacitación \| \| \| UNICRI \| Instituto Interregional para Investigaciones sobre la Delincuencia y la Justicia \| Turín \| \| UNITAR \| Instituto de las Naciones Unidas para Formación Profesional e Investigaciones \| Ginebra \| \| UNRISD \| Instituto de las Naciones Unidas de Investigación para el Desarrollo Social \| Ginebra \| \| UNIDIR \| Instituto de las Naciones Unidas de Investigación sobre el Desarme \| Ginebra \| \| INSTRAW \| Instituto Internacional de Investigación y Capacitación para la Promoción de la Mujer \| Santo Domingo \| \| \| Otros órganos de las Naciones Unidas \| \| \| UNOOSA \| Oficina de las Naciones Unidas para los asuntos del Espacio Ultraterrestre \| Viena \| \| COPUOS \| Comité de las Naciones Unidas para el Uso Pacífico del Espacio \| Nueva York \| \| OACNUDH \| Oficina del Alto Comisionado de Naciones Unidas para los Derechos Humanos \| Ginebra \| \| ONUSIDA \| Programa Conjunto de las Naciones Unidas sobre el sida \| Ginebra \| \| UNOPS \| Oficina de Naciones Unidas de Servicios para Proyectos \| Copenhague \| \| UNSSC \| Escuela Superior del Sistema de las Naciones Unidas \| Turín \| \| Universidad de las Naciones Unidas: Rectorado en Tokio; Delegaciones en Nueva York y París; e Institutos en Helsinki, Maastricht, Macao, Legon, Caracas, Amaán, Hamilton, Reykjavík y Londres. \| \| \| | |               |
| | Programas y fondos | Sede          |
| UNCTAD | Conferencia de las Naciones Unidas sobre Comercio y Desarrollo -CCI (ITC), Centro de Comercio Internacional UNCTAD/OMC | Ginebra       |
| UNODC | Oficina de las Naciones Unidas contra la Droga y el Delito | Viena         |
| PNUMA | Programa de las Naciones Unidas para el Medio Ambiente | Nairobi       |
| UNICEF | Fondo de las Naciones Unidas para la Infancia | Nueva York    |
| PNUD | Programa de las Naciones Unidas para el Desarrollo -UNIFEM, Fondo de Desarrollo de las Naciones Unidas para la Mujer -VNU, Voluntarios de las Naciones Unidas (Bonn, Alemania) -FNUDC (UNCDF), Fondos de las Naciones Unidas para el Desarrollo de la Capitalización | Nueva York    |
| UNFPA | Fondo de Población de las Naciones Unidas | Nueva York    |
| ACNUR | Oficina del Alto Comisionado de las Naciones Unidas para los Refugiados | Ginebra       |
| PMA | Programa Mundial de Alimentos | Roma          |
| OOPS | Organismo de Obras Públicas y Socorro para los Refugiados de Palestina en el Cercano Oriente | Viena         |
| PNUAH | Programa de las Naciones Unidas para los Asentamientos Humanos | Nairobi       |
| | Institutos de investigación y capacitación |               |
| UNICRI | Instituto Interregional para Investigaciones sobre la Delincuencia y la Justicia | Turín         |
| UNITAR | Instituto de las Naciones Unidas para Formación Profesional e Investigaciones | Ginebra       |
| UNRISD | Instituto de las Naciones Unidas de Investigación para el Desarrollo Social | Ginebra       |
| UNIDIR | Instituto de las Naciones Unidas de Investigación sobre el Desarme | Ginebra       |
| INSTRAW | Instituto Internacional de Investigación y Capacitación para la Promoción de la Mujer | Santo Domingo |
| | Otros órganos de las Naciones Unidas |               |
| UNOOSA | Oficina de las Naciones Unidas para los asuntos del Espacio Ultraterrestre | Viena         |
| COPUOS | Comité de las Naciones Unidas para el Uso Pacífico del Espacio | Nueva York    |
| OACNUDH | Oficina del Alto Comisionado de Naciones Unidas para los Derechos Humanos | Ginebra       |
| ONUSIDA | Programa Conjunto de las Naciones Unidas sobre el sida | Ginebra       |
| UNOPS | Oficina de Naciones Unidas de Servicios para Proyectos | Copenhague    |
| UNSSC | Escuela Superior del Sistema de las Naciones Unidas | Turín         |
| Universidad de las Naciones Unidas: Rectorado en Tokio; Delegaciones en Nueva York y París; e Institutos en Helsinki, Maastricht, Macao, Legon, Caracas, Amaán, Hamilton, Reykjavík y Londres. | |               |

| \| Comisión de Estupefacientes (Viena) Comisión de Prevención del Delito y Justicia Penal Comisión de Ciencia y Tecnología para el Desarrollo (Ginebra) Comisión sobre el Desarrollo Sostenible Comisión de la Condición Jurídica y Social de la Mujer Comisión de Población y Desarrollo Comisión de Desarrollo Social Comisión de Estadística Comisión de Derechos Humanos \| \| \| \| \| Comisiones regionales \| Sede \| \| CEPE \| Comisión Económica para Europa \| Ginebra \| \| CEPA \| Comisión Económica para África \| Adís Abeba \| \| CEPAL \| Comisión Económica para América Latina y el Caribe \| Santiago de Chile \| \| CESPAO \| Comisión Económica para Asia Occidental \| Beirut \| \| CESPAP \| Comisión Económica y Social para Asia y el Pacífico \| Bangkok \| \| \| Otros órganos (Nueva York) \| \| \| \| Foro Permanente para las Cuestiones Indígenas \| \| \| \| Foro de las Naciones Unidas sobre los Bosques \| \| \| \| Comités del periodo de sesiones y Comités permanentes \| \| \| \| Grupos de expertos. Órganos especiales y conexos \| \| \| \| Organismos especializados \| \| \| OIT \| Organización Internacional del Trabajo \| Ginebra \| \| FAO \| Organización de las Naciones Unidas para la Agricultura y la Alimentación \| Roma \| \| Unesco \| Organización de las Naciones Unidas para la Educación, la Ciencia y la Cultura \| París \| \| OMS \| Organización Mundial de la Salud \| Ginebra \| \| FMI \| Fondo Monetario Internacional \| Washington D. C. \| \| OACI \| Organización de Aviación Civil Internacional \| Montreal \| \| OMI \| Organización Marítima Internacional \| Londres \| \| UIT \| Unión Internacional de Telecomunicaciones \| Ginebra \| \| UPU \| Unión Postal Universal \| Berna \| \| OMM \| Organización Meteorológica Mundial \| Ginebra \| \| OMPI \| Organización Mundial de la Propiedad Intelectual \| Ginebra \| \| FIDA \| Fondo Internacional de Desarrollo Agrícola \| Roma \| \| ONUDI \| Organización de las Naciones Unidas para el Desarrollo Industrial \| Viena \| \| OMT \| Organización Mundial del Turismo \| Madrid \| \| CNUDMI \| Comisión de las Naciones Unidas para el Derecho Mercantil Internacional \| Nueva York y Viena \| \| Grupo del Banco Mundial BIRF, Banco Internacional de Reconstrucción y Fomento AIF, Asociación Internacional de Fomento CFI, Cooperación Financiera Internacional OMGI, Organismo Multilateral de Garantía de Inversiones CIADI, Centro Internacional de Arreglo de Diferencias Relativas a Inversiones \| Grupo del Banco Mundial BIRF, Banco Internacional de Reconstrucción y Fomento AIF, Asociación Internacional de Fomento CFI, Cooperación Financiera Internacional OMGI, Organismo Multilateral de Garantía de Inversiones CIADI, Centro Internacional de Arreglo de Diferencias Relativas a Inversiones \| Washington D. C. \| | |                    |
| | Comisiones orgánicas (Nueva York) |                    |
| Comisión de Estupefacientes (Viena) Comisión de Prevención del Delito y Justicia Penal Comisión de Ciencia y Tecnología para el Desarrollo (Ginebra) Comisión sobre el Desarrollo Sostenible Comisión de la Condición Jurídica y Social de la Mujer Comisión de Población y Desarrollo Comisión de Desarrollo Social Comisión de Estadística Comisión de Derechos Humanos | |                    |
| | Comisiones regionales | Sede               |
| CEPE | Comisión Económica para Europa | Ginebra            |
| CEPA | Comisión Económica para África | Adís Abeba         |
| CEPAL | Comisión Económica para América Latina y el Caribe | Santiago de Chile  |
| CESPAO | Comisión Económica para Asia Occidental | Beirut             |
| CESPAP | Comisión Económica y Social para Asia y el Pacífico | Bangkok            |
| | Otros órganos (Nueva York) |                    |
| | Foro Permanente para las Cuestiones Indígenas |                    |
| | Foro de las Naciones Unidas sobre los Bosques |                    |
| | Comités del periodo de sesiones y Comités permanentes |                    |
| | Grupos de expertos. Órganos especiales y conexos |                    |
| | Organismos especializados |                    |
| OIT | Organización Internacional del Trabajo | Ginebra            |
| FAO | Organización de las Naciones Unidas para la Agricultura y la Alimentación | Roma               |
| Unesco | Organización de las Naciones Unidas para la Educación, la Ciencia y la Cultura | París              |
| OMS | Organización Mundial de la Salud | Ginebra            |
| FMI | Fondo Monetario Internacional | Washington D. C.   |
| OACI | Organización de Aviación Civil Internacional | Montreal           |
| OMI | Organización Marítima Internacional | Londres            |
| UIT | Unión Internacional de Telecomunicaciones | Ginebra            |
| UPU | Unión Postal Universal | Berna              |
| OMM | Organización Meteorológica Mundial | Ginebra            |
| OMPI | Organización Mundial de la Propiedad Intelectual | Ginebra            |
| FIDA | Fondo Internacional de Desarrollo Agrícola | Roma               |
| ONUDI | Organización de las Naciones Unidas para el Desarrollo Industrial | Viena              |
| OMT | Organización Mundial del Turismo | Madrid             |
| CNUDMI | Comisión de las Naciones Unidas para el Derecho Mercantil Internacional | Nueva York y Viena |
| Grupo del Banco Mundial BIRF, Banco Internacional de Reconstrucción y Fomento AIF, Asociación Internacional de Fomento CFI, Cooperación Financiera Internacional OMGI, Organismo Multilateral de Garantía de Inversiones CIADI, Centro Internacional de Arreglo de Diferencias Relativas a Inversiones | Grupo del Banco Mundial BIRF, Banco Internacional de Reconstrucción y Fomento AIF, Asociación Internacional de Fomento CFI, Cooperación Financiera Internacional OMGI, Organismo Multilateral de Garantía de Inversiones CIADI, Centro Internacional de Arreglo de Diferencias Relativas a Inversiones | Washington D. C.   |

|                                                   |                                                                          | Sede       |
| ------------------------------------------------- | ------------------------------------------------------------------------ | ---------- |
| Comité de Estado Mayor                            |                                                                          |            |
| Comités permanentes y órganos especiales          |                                                                          |            |
| ICTY                                              | Tribunal Penal Internacional para la ex Yugoslavia                       | La Haya    |
| ICTR                                              | Tribunal Penal Internacional para Ruanda                                 | Arusha     |
| UNMOVIC                                           | Comisión de las Naciones Unidas de Vigilancia, Verificación e Inspección | Nueva York |
| UNCC                                              | Comisión de Indemnización de las Naciones Unidas                         | Ginebra    |
| Misiones y Operaciones de Mantenimiento de la Paz |                                                                          |            |

| ONU Mujeres | ONU Mujeres es una entidad de la ONU para la Igualdad de Género y el Empoderamiento de la Mujer.                                                       |
| OSG         | Oficina del Secretario General. |
| OSSI        | Oficina de Servicios de Supervisión Interna. |
| OAJ         | Oficina de Asuntos Jurídicos. |
| DAP         | Departamento de Asuntos Políticos. |
| DAD         | Departamento de Asuntos de Desarme. |
| DOMP        | Departamento de Operaciones de Mantenimiento de la Paz.                                                                                                |
| OCAH        | Oficina de Coordinación de Asuntos Humanitarios. |
| DAES        | Departamento de Asuntos Económicos y Sociales. |
| DGACM       | Departamento de la Asamblea General y de Gestión de Conferencias.                                                                                      |
| DIP         | Departamento de Información Pública. |
| DG          | Departamento de Gestión. |
| OHRLLS      | Oficina del Alto Representante para los Países menos Adelantados, los Países en Desarrollo sin Litoral y los Pequeños Estados Insulares en Desarrollo. |
| DSS         | Departamento de Seguridad. |
| ONUDD       | Oficina de las Naciones Unidas contra la Droga y el Delito en Viena                                                                                    |
| ONUG        | Oficina de las Naciones Unidas en Ginebra. |
| ONUV        | Oficina de las Naciones Unidas en Viena. |
| ONUN        | Oficina de las Naciones Unidas en Nairobi. |
| EIRD        | Estrategia Internacional para la reducción de desastres                                                                                                |

| \| \| \| Sede \| \| -------- \| --------------------------------------------------------------------------------------------------------------------------- \| ---------- \| \| OMC \| Organización Mundial del Comercio \| Ginebra \| \| OIEA \| Organismo Internacional de Energía Atómica: Informa a la Asamblea General y al Consejo de Seguridad. \| Viena \| \| CTBTO \| Comisión Preparatoria de la Organización del Tratado de Prohibición de los Ensayos Nucleares: Informa a la Asamblea General \| Viena \| \| OPAQ \| Organización para la Prohibición de las Armas Químicas: Informa a la Asamblea General. \| La Haya \| \| ICC \| Corte Penal Internacional \| La Haya \| \| ITLOS \| Tribunal Internacional del Derecho del Mar \| Hamburgo \| \| ISA \| Autoridad Internacional de los Fondos Marinos \| Kingston \| \| SHIRBRIG \| Brigada Multinacional de Fuerzas de Reserva de Despliegue Rápido para operaciones de la ONU \| Copenhague \| | |            |
| | | Sede       |
| OMC | Organización Mundial del Comercio                                                                                           | Ginebra    |
| OIEA | Organismo Internacional de Energía Atómica: Informa a la Asamblea General y al Consejo de Seguridad.                        | Viena      |
| CTBTO | Comisión Preparatoria de la Organización del Tratado de Prohibición de los Ensayos Nucleares: Informa a la Asamblea General | Viena      |
| OPAQ | Organización para la Prohibición de las Armas Químicas: Informa a la Asamblea General.                                      | La Haya    |
| ICC | Corte Penal Internacional                                                                                                   | La Haya    |
| ITLOS | Tribunal Internacional del Derecho del Mar                                                                                  | Hamburgo   |
| ISA | Autoridad Internacional de los Fondos Marinos                                                                               | Kingston   |
| SHIRBRIG | Brigada Multinacional de Fuerzas de Reserva de Despliegue Rápido para operaciones de la ONU                                 | Copenhague |

## Acciones

### Diplomacia

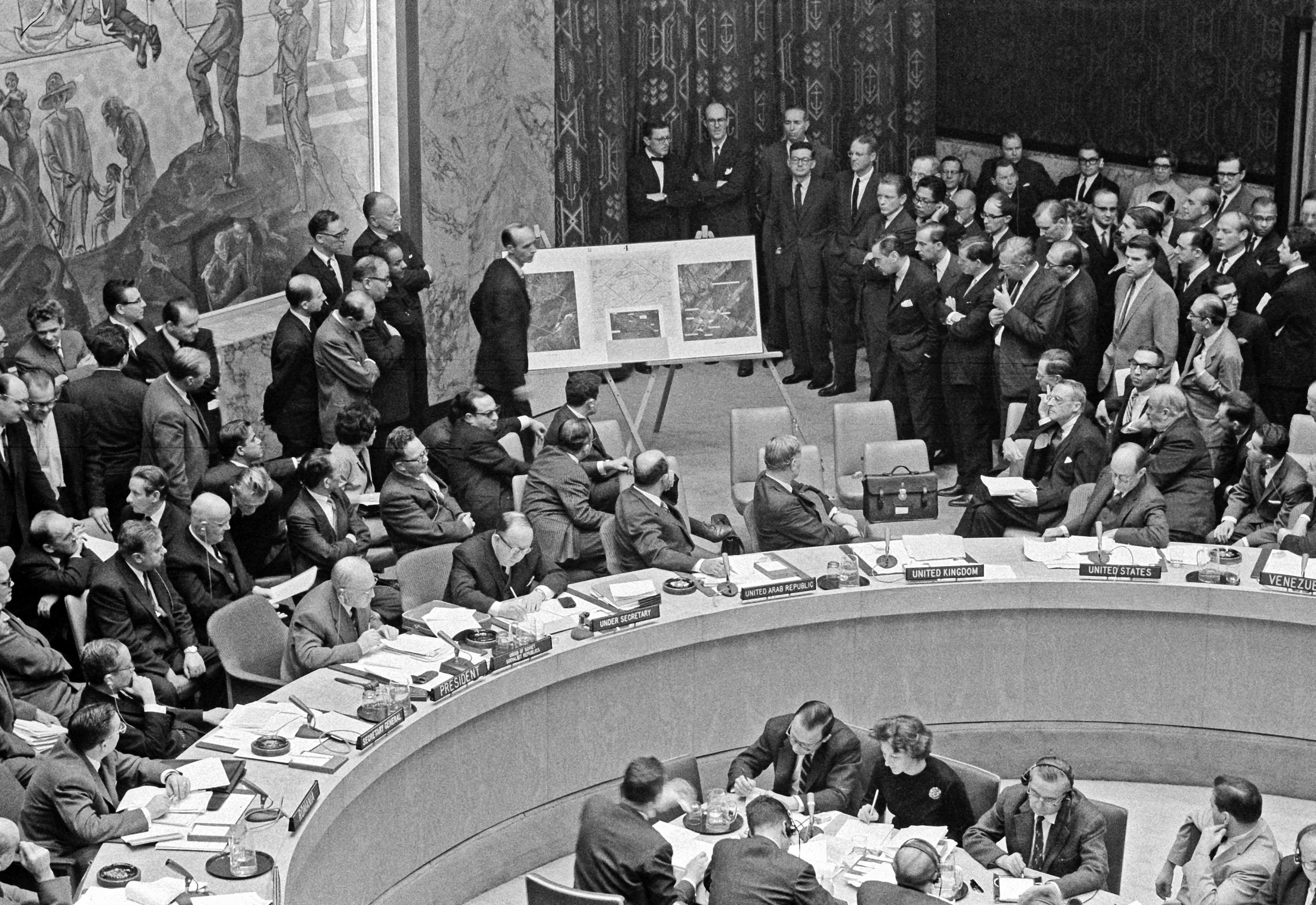
Discurso sobre la crisis de los misiles cubanos ante el Consejo de seguridad de las Naciones Unidas

- En 1950, el Consejo de Seguridad, en ausencia de la Unión Soviética, apela mediante una resolución a los Estados miembros a que ayuden a la parte sur de Corea a evitar de manera pacífica la invasión procedente del norte del país. El 27 de junio de 1953, el comando de la ONU y el comando chino–norcoreano firmaron el Acuerdo de Armisticio de Corea.[47]
- En 1956 se adoptan una serie de resoluciones acerca de la guerra del Sinaí. La ONU decreta un alto al fuego. El 5 de noviembre se establece la primera Misión de Mantenimiento de la Paz: la Fuerza de Emergencia de las Naciones Unidas (FENU).[48]
- Contribuyó a desactivar la crisis de los misiles en Cuba.[49]
- El 4 de marzo de 1964 el Consejo de Seguridad aprueba, mediante una resolución, el envío de fuerzas para el mantenimiento de la paz a Chipre.[50]
- El 27 de octubre de 1966, la Asamblea General adopta una resolución que despoja a Sudáfrica de su mandato para gobernar Namibia.[50]
- El Consejo de Seguridad impone sanciones obligatorias a Rodesia (Zimbabue), en 1966.[50]
- Después de la guerra de los Seis Días de 1967, el Consejo de Seguridad aprueba la resolución 242, con el objetivo de mantener la paz en Oriente Próximo.[50]
- En 1968, La Asamblea General aprueba el Tratado sobre la no Proliferación de las Armas Nucleares y llama a su ratificación.[50]
- Contribuyó a desactivar la crisis de Oriente Próximo de 1973,[49] adoptando la resolución 338.[51]
- El 13 de noviembre de 1974, la Asamblea General reconoce la Organización de Liberación de Palestina como el «único representante legítimo del pueblo palestino».[52]
- En 1988, gracias a un arreglo de paz patrocinado por las Naciones Unidas, finalizó la guerra entre Irán e Irak.[49]
- En 1989, las negociaciones patrocinadas por las Naciones Unidas sentaron las bases para la retirada de las tropas soviéticas de Afganistán.[49]
- En 1991, se negocia un alto al fuego en Angola.[53]
- El 31 de diciembre del mismo año, y por mediación del secretario general, se firma un acuerdo en la sede de las Naciones Unidas entre el Gobierno de El Salvador y el Frente de Liberación Nacional.[53]
- En 1992, el secretario general Boutros Boutros–Ghali publica el Programa de Paz, un informe acerca de la diplomacia preventiva y el establecimiento, mantenimiento y consolidación de la paz.[53]
- En 1993, se declara la independencia de Eritrea.[53]
- Del 14 al 16 de septiembre, se celebra la Cumbre Mundial 2005.[54]
- También en 2005, la Asamblea General, actuando simultáneamente con el Consejo de Seguridad, establece la Comisión de Consolidación de la Paz de las Naciones Unidas.[54]

### Derechos humanos y lucha contra la discriminación
- El 10 de diciembre de 1948, la Asamblea General adopta la Declaración Universal de los Derechos Humanos.
- En 1950, la Asamblea adoptó la resolución 423 (V), invitando a todo los Estados y organizaciones interesadas a que observen el 10 de diciembre de cada año como Día de los Derechos Humanos.[55]
- En 1963, la Asamblea General proclama la declaración sobre la eliminación de todas las formas de discriminación racial.
- En 1965, la Asamblea General adopta la Convención Internacional sobre la Eliminación de todas las Formas de Discriminación Racial, y entra en vigor el 4 de enero de 1969.
- En 1966, se proclama el 21 de marzo como el Día Internacional de la Eliminación de la Discriminación Racial.
- En 1976, entra en vigor el Pacto Internacional de Derechos Civiles y Políticos.
- En 1979, se firma la Convención sobre la Eliminación de Todas las Formas de Discriminación contra la Mujer.
- En 1977, la Asamblea General invita, en la resolución 32/142, a los Estados miembros a que proclamasen un día como "Día de las Naciones Unidas para los Derechos de la Mujer y la Paz Internacional".
- En 1989, se firma la Convención sobre los Derechos del Niño.
- En 1993, la Asamblea General aprobó la declaración sobre la eliminación de la violencia contra la mujer.
- El 13 de diciembre de 2006, la Asamblea General aprobó la Convención Internacional sobre los Derechos de las Personas con Discapacidad. El 30 de marzo de 2007, quedó abierta para firmas.
- En 2008, se presenta ante la Asamblea General la declaración sobre orientación sexual e identidad de género, y la repercusión que causa genera una declaración contraria. Ambas están abiertas a nuevos firmantes.

### Salud
- El 7 de abril de 1948, se funda la Organización Mundial de la Salud (OMS).
- En 1958, Víktor Zhdánov, el viceministro de Salud de la Unión Soviética, propuso a la Asamblea Mundial de la Salud una iniciativa global conjunta para erradicar la viruela, que es aprobada en 1959.
- En 1980, la OMS considera erradicada la viruela.[56]
- En 1990, la homosexualidad es eliminada de la lista de trastornos mentales.[57]
- En 1993, la OMS declara que la tuberculosis representa una «emergencia mundial»[58]
- En 2016, se declara al virus del Zika como una emergencia de salud pública de importancia internacional.[59]
- En 2018, la transexualidad también es removida de la lista de trastornos mentales, y se agrega como trastorno la adicción a los videojuegos.[60]

## Críticas
Desde su fundación, ha habido muchos llamados para la reforma de las Naciones Unidas pero poco consenso sobre cómo hacerlo. Algunos quieren que la ONU desempeñe un mayor papel o más eficaz en los asuntos mundiales, mientras que otros quieren que su papel se reduzca al trabajo humanitario. También se han hecho numerosos llamados para que se incremente la composición del Consejo de Seguridad de la ONU, las diferentes formas de elegir al secretario general de la ONU y una Asamblea Parlamentaria de las Naciones Unidas. Jacques Fomerand afirma que la división más duradera en las opiniones de la ONU es la «división Norte-Sur» entre las naciones ricas del Norte y las naciones pobres del Sur. Las naciones del sur tienden a favorecer una ONU más potenciada con una Asamblea General más fuerte, permitiéndoles una mayor voz en los asuntos mundiales, mientras que las naciones del Norte prefieren una ONU económicamente laissez-faire que se centre en amenazas transnacionales como el terrorismo. Algunos críticos perciben que las Naciones Unidas solo están al servicio de los gobiernos de sus países miembros (especialmente los más poderosos) y no de los ciudadanos del común.
Después de la Segunda Guerra Mundial, el Comité Francés de Liberación Nacional fue tardíamente reconocido por Estados Unidos como el gobierno de Francia, por lo que el país fue excluido inicialmente de las conferencias que crearon la nueva organización. El futuro presidente francés, Charles de Gaulle, criticó a la ONU, considerándola una machin (artilugio), y no estaba convencido de que una alianza de seguridad global ayudaría a mantener la paz mundial, prefiriendo tratados de defensa directa entre países. Durante la Guerra Fría, tanto Estados Unidos como la Unión Soviética acusaron repetidamente a la ONU de favorecer a la otra superpotencia. En 1953, la Unión Soviética obligó a renunciar al secretario general Trygve Lie, debido a su negativa a tratar con él, mientras que en los años cincuenta y sesenta una popular pegatina de parachoques estadounidense decía: "No se puede escribir comunismo sin la ONU" En una declaración a veces mal citada, el presidente estadounidense George W. Bush declaró en febrero de 2003 (refiriéndose a la incertidumbre de la ONU ante las provocaciones iraquíes bajo el régimen de Sadam Huseín) que "las naciones libres no permitirán que las Naciones Unidas se desvanezcan en la historia como una sociedad de debate inefectiva e irrelevante". En cambio, el presidente francés, François Hollande, declaró en 2012 que "Francia confía en las Naciones Unidas y sabe que ningún Estado, por poderoso que sea, puede resolver problemas urgentes, la lucha por el desarrollo y poner fin a todas las crisis... Francia quiere que las Naciones Unidas sean el centro de la gobernanza mundial". También han surgido críticas hacia la atención de la ONU al tratamiento de los palestinos por parte de Israel, el cual es considerado sesgado en contra de Israel. En septiembre de 2015, Faisal bin Hassan Trad, de Arabia Saudita, ha sido elegido presidente del panel del Consejo de Derechos Humanos de las Naciones Unidas que nombra a expertos independientes, una medida criticada por grupos de derechos humanos.
Los críticos también han acusado a la ONU de ineficiencia burocrática, desperdicio y corrupción. También se ha acusado a la ONU de problemas con la planificación de sus operaciones y la contratación y manejo del personal. En 1976, la Asamblea General creó la Unidad Conjunta de Inspección para buscar ineficiencias dentro del sistema de las Naciones Unidas. Durante los años noventa, Estados Unidos retuvo las cuotas citando la ineficiencia y solo comenzó a pagar con la condición de que se introdujera una importante iniciativa de reformas. En 1994, la Oficina de Servicios de Supervisión Interna (OSSI) fue establecida por la Asamblea General para actuar como organismo de control de la eficiencia. En 1994 el exrepresentante especial del secretario general de las Naciones Unidas en Somalia, Mohamed Sahnoun, publicó "Somalia: The Missed Opportunities", un libro en el que analiza las razones del fracaso de la intervención de las Naciones Unidas en Somalia en 1992, mostrando que entre el comienzo de la guerra civil somalí en 1988 y la caída del régimen de Siad Barre en enero de 1991, la ONU perdió por lo menos tres oportunidades para evitar grandes tragedias humanitarias; Cuando las Naciones Unidas trataron de prestar asistencia humanitaria, fueron totalmente superadas por las ONG, cuya competencia y dedicación contrastaban marcadamente con la excesiva cautela de la ONU y las ineficiencias burocráticas. Si no se emprendiera una reforma radical, advirtió Mohamed Sahnoun, entonces la ONU seguiría respondiendo a esa crisis con improvisación inepta. En 2004, la ONU se enfrentó a acusaciones de que su recién terminado Programa Petróleo por Alimentos -en el cual a Irak se le permitió comercializar petróleo por necesidades básicas para aliviar la presión de las sanciones- había sufrido corrupción generalizada, incluyendo miles de millones de dólares en sobornos. Una investigación independiente creada por la ONU encontró que muchos de sus funcionarios habían estado involucrados, además de plantear preguntas "importantes" sobre el papel de Kojo Annan, el hijo de Kofi Annan.
También se han hecho críticas a varios organismos de la ONU. Una fuente de críticas radica en el poder de veto de los 5 miembros permanentes del Consejo de Seguridad, el cual ha sido utilizado para proteger los intereses geopolíticos de dichos países, impidiendo la acción de la ONU para salvaguardar la paz y seguridad internacional. Así mismo, se han hecho reproches al hecho de que la Asamblea General tenga un poder limitado y al hecho que las labores del secretario general no estén claramente definidas.

## Reconocimientos

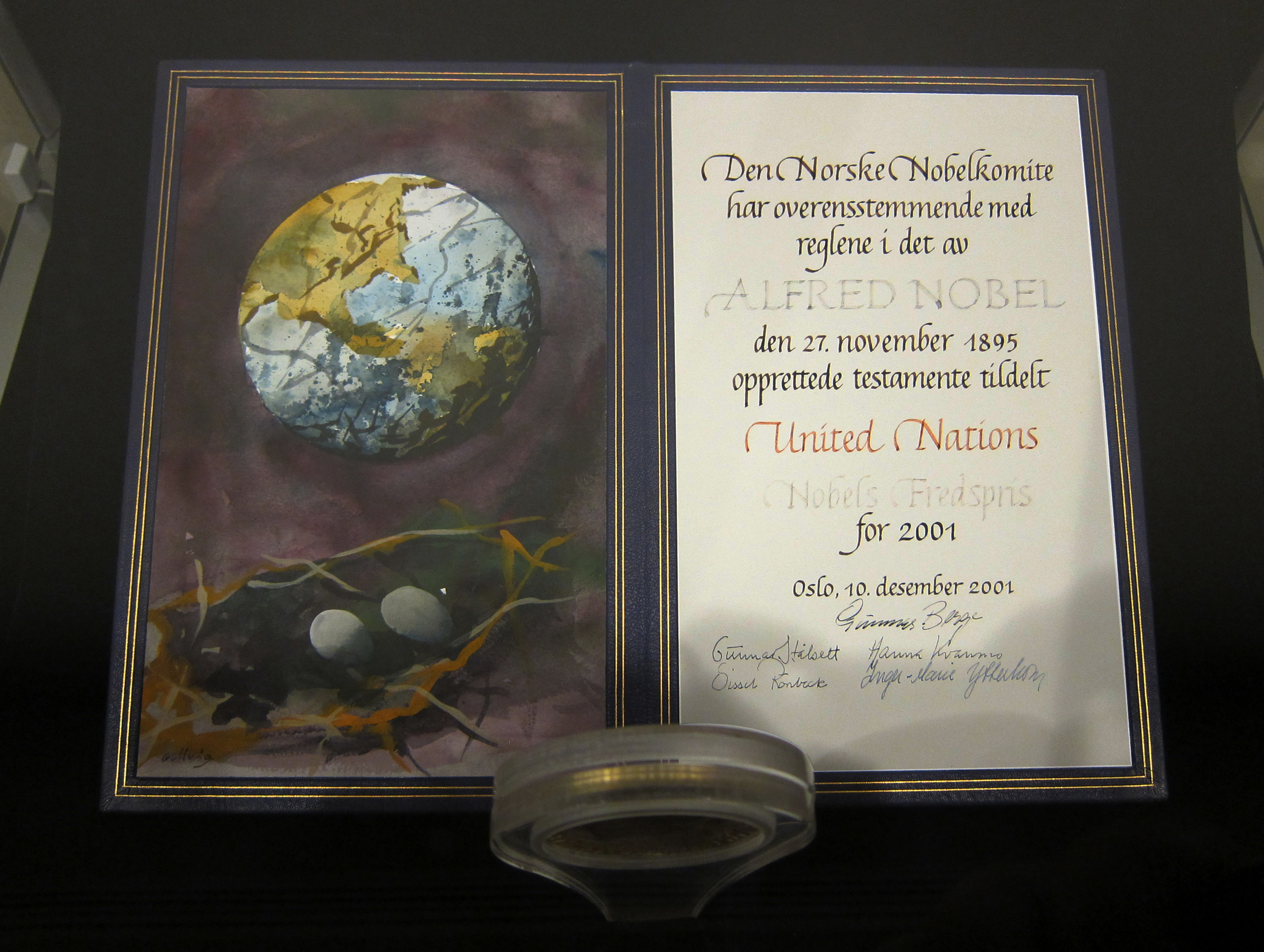
Diploma del Premio Nobel de la Paz otorgado a las Naciones Unidas en 2001

Varios organismos e individuos asociados con la ONU han ganado el Premio Nobel de la Paz en reconocimiento a su trabajo. Dos secretarios generales, Dag Hammarskjöld y Kofi Annan, recibieron cada uno el premio (en 1961 y 2001, respectivamente), al igual que Ralph Bunche (1950), un negociador de la ONU; René Cassin (1968), contribuyente a la Declaración Universal de Derechos Humanos; y el secretario de Estado estadounidense Cordell Hull (1945) por su papel en la fundación de la organización. Lester B. Pearson, ministro de Asuntos Exteriores de Canadá, recibió el premio en 1957 por su papel en la organización de la primera fuerza de paz de la ONU para resolver la crisis de Suez. UNICEF ganó el premio en 1965, la Organización Internacional del Trabajo en 1969, las Fuerzas de Mantenimiento de la Paz de las Naciones Unidas en 1988, el Organismo Internacional de Energía Atómica (que depende de la ONU) en 2005 y la Organización para la Prohibición de Armas Químicas en 2013. El Alto Comisionado de las Naciones Unidas para los Refugiados fue galardonado en 1954 y 1981, convirtiéndose en uno de los dos únicos recipientes que ganó el premio dos veces. La ONU en su conjunto recibió el premio en 2001, compartiéndolo con Annan.